# الیساوا
الیساوا (به اسپانیایی: ELISAVA) اولین مدرسۀ طراحی، یک مؤسسۀ آموزشی و تحقیقاتی بین‌المللی وابسته به دانشگاه پمپئو فابرا است این مدرسه در بارسلون واقع شده‌ است و حدود ۲٬۲۰۰ دانش آموز و بیش از ۸۰۰ مدرس را در خود جای داده‌ است.
الیساوا از سال ۱۹۹۵ میلادی با دانشگاه پمپئو فابرا ادغام شد. در سال ۲۰۰۰ میلادی، الیساوا برندۀ جایزۀ ملی نوآوری و طراحی شد. در سال ۲۰۱۳ میلادی، مجلۀ دوموس آن را در میان برترین دانشکده‌های طراحی و معماری در اروپا قرار داد.